# ستاره‌های دریایی آستریا
ستاره‌های دریایی آستریا(نام علمی: Asterias) نام یک سرده از تیره ستاره‌های دریایی آستریدائه است.